# Caisse à lait
 (janvier 2010).

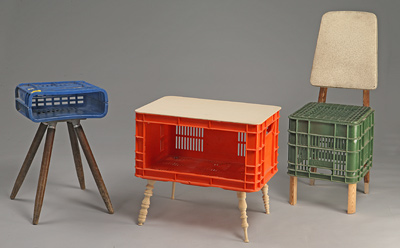
Meubles en caisses à lait, Designer: Naty Moskovich, http://kollbo.com/v/4eef478b6127f/naty.mosko

Une caisse à lait est une caisse faite d'un plastique robuste (généralement du polypropylène) conçue pour transporter des sacs de laits[Quoi ?] et contenants de produits laitiers.
Bien qu'elles soient à la base conçues pour le transport laitier, leur usage s'est élargie à la manutention et au stockage de marchandise diverses. Les commerces utilisant des caisses à lait sont d'ailleurs souvent la cible de voleurs qui prennent ces caisses afin de s'en servir comme boites de rangement et d'emballage, ou encore pour se construire des bibliothèques ou des tables. Aux États-Unis, l'industrie laitière perd près de 80 millions de dollars par année à cause des vols de caisses de laits.
Il est possible de se procurer ce genre de caisse en contactant directement les compagnies laitières ou leur distributeurs. Il est aussi possible d'en trouver dans certains magasins à grande surface.